# Заборжи на Лаби
Заборжи на Лаби (чеш. Záboří nad Labem) је насељено мјесто са административним статусом сеоске општине (чеш. obec) у округу Кутна Хора, у Средњочешком крају, Чешка Република.

## Становништво
Према подацима о броју становника из 2014. године насеље је имало 821 становника.